# Форгарія-нель-Фріулі
Форгарія-нель-Фріулі, Форґарія-нель-Фріулі (італ. Forgaria nel Friuli) — муніципалітет в Італії, у регіоні Фріулі-Венеція-Джулія,  провінція Удіне.
Форгарія-нель-Фріулі розташована на відстані близько 490 км на північ від Рима, 95 км на північний захід від Трієста, 27 км на північний захід від Удіне.
Населення — 1796 осіб (2014).
Щорічний фестиваль відбувається 11 серпня, 15 липня та 16 серпня. Покровитель — San Lorenzo a Forgaria, S. Maria Maddalena a Flagogna, Santa Giuliana a Cornino e San Rocco a S. Rocco.

## Демографія
Населення за роками:

Станом на 1 січня 2023 року в муніципалітеті офіційно проживало 68 іноземців з 20 країн, серед них 25 громадян країн Євросоюзу та 11 громадян України.

## Сусідні муніципалітети
- Маяно
- Озоппо
- Пінцано-аль-Тальяменто
- Рагонья
- Сан-Данієле-дель-Фріулі
- Тразагіс
- Віто-д'Азіо